# Gli eredi di King Kong
Gli eredi di King Kong (怪獣総進撃?, Kaijū sōshingeki, lett. "La carica generale dei mostri") è un film del 1968 diretto da Ishirō Honda.
Si tratta dell'ottavo sequel del film Godzilla del 1954. Il titolo scelto per la distribuzione italiana è apertamente sviante, poiché il film non ha nulla a che vedere con il personaggio di King Kong. Il film segna il ritorno di Ishirō Honda alla regia dopo le due pellicole dirette da Jun Fukuda. Questo film avrebbe dovuto essere l'ultimo capitolo della saga, ma il successo fu talmente grande che l'anno dopo uscì Gojira Minira Gabara - All kaijū dai shingeki. Il film fu poi il primo ad uscire al cinema in America dopo L'invasione degli astromostri.

## Trama
Nel 1999 il governo giapponese è riuscito a confinare sull'isola Ogasawara tutti i kaiju del pianeta (Godzilla, Rodan, Anguirus, Mothra, Gorosaurus, Baragon, Kumonga, Manda, Varan e Minilla), sorvegliati da un gruppo di studiosi e trattenuti da una serie di misure di sicurezza.
Improvvisamente, un gas giallo invade l'isola, addormentando uomini e mostri.
Subito dopo, i mostri riappaiono in varie metropoli mondiali, devastandole: Mosca da Rodan, Pechino da Mothra, Londra da Manda, Arco Di Trionfo da Gorosaurus e Organizzazione delle Nazioni Unite da Godzilla.
L'astronave lunare SY-3 viene mandata ad indagare sull'Isola dei Mostri, dove l'equipaggio scopre che delle aliene provenienti da Alpha Centauri, le Kilaak, hanno preso il controllo degli scienziati e dei mostri.
Gli astronauti riusciranno a portare con loro uno degli studiosi, che però si suicida.
L'autopsia rivela la presenza di un radiocontrollo nei pressi dell'orecchio.
Intanto vengono scoperte, sparse per il mondo, delle sfere metalliche che riescono ad attirare i mostri nel luogo voluto.
I radiocontrolli vengono radunati a Tokyo, ma ciò servirà ad attirare tutti i mostri nella città, che viene devastata nonostante l'esercito faccia del suo meglio.
L'astronave SY-3, tornata sulla Luna, scopre una delle basi delle Kilaak (l'altra si trova all'interno del Fuji, ma l'attacco dei militari è stato vanificato da Godzilla & Co.), dove si trova il radiocontrollo dei mostri e degli umani.
Disattivato l'apparecchio, i mostri, grazie ad un radiocontrollo terrestre, vengono aizzati contro le aliene, ritiratesi nel Fuji.
A questo punto interviene King Ghidorah, alleato delle aliene, che dopo un duro combattimento viene sconfitto da Godzilla, Anguirus, Gorosaurus, Rodan, Mothra e il cucciolo di Godzilla, Minilla.
Alla fine la base viene distrutta, le Kilaak tornano al loro reale stato di rocce senzienti e i mostri tornano ad Ogasawara.

## Produzione
Al film fu dato un budget più alto del normale (intorno ai 200 milioni di yen), e si decise di contattare Ishirō Honda per la regia, e le musiche furono composte da Akira Ifukube. Ishirō Honda poi, si occupò anche della sceneggiatura. Il direttore degli effetti speciali fu di nuovo Eiji Tsuburaya. Per finire la saga in modo spettacolare, si decise di inserire anche mostri che venivano da altri film della Toho e tutti diretti da Ishirō Honda, tra cui Gorosaurus da King Kong, il gigante della foresta, Manda da Atragon, Baragon da Frankenstein alla conquista della Terra e Varan da Daikaijū Baran. Purtroppo i costumi degli ultimi due mostri nominati erano stati prestati per la serie di Ultraman, per questo alla restituzione furono rovinati, e così Baragon e Varan sebbene era previsto l’attacco a Parigi per il primo, che fu sostituito da Gorosaurus, che sorvegliassero la base dei Kilaak e la partecipazione nella battaglia finale, furono ridotti a semplici cameo alla fine del film. Nel film al posto di Minilla, Anguirus e Gorosaurus, sarebbero dovuti apparire Maguma dal film Gorath, Ebirah da Il ritorno di Godzilla e King Kong, che non poté più essere usato dalla Toho a causa dello scadere del contratto che le permetteva dalla RKO l’uso del personaggio. (in uno script del film ancora più vecchio dovevano apparire Gaira dal film Katango, Oodako il Polpo da il trionfo di King Kong e la Mantide Kamacuras da il figlio di Godzilla) Il film fu comunque un notevole successo ed ancora oggi è ricordato come uno dei film più belli della saga.